# زرتی
زرتی (ترکی آذربایجانی: Zerti) یک منطقهٔ مسکونی در جمهوری آرتساخ است که در استان کاشاتاق واقع شده‌است.